# حبيل العصدي (حالمين)

تعديل مصدري - تعديل

حبيل العصدي هي إحدى قرى عزلة حبيل الريدة بمديرية حالمين التابعة لمحافظة لحج، بلغ تعداد سكانها 197 نسمة حسب تعداد اليمن لعام 2004.